# American Indian Movement
Pour les articles homonymes, voir AIM.
L'American Indian Movement (AIM) est un mouvement pour les droits civiques des américains autochtones aux États-Unis. Il est fondé à Minneapolis-Saint Paul par Dennis Banks et Clyde Bellecourt avec le soutien de l'attorney Douglas Hall et l'avocat du Black Panther Party Matt Eubanks.
En 1972 le mouvement occupa le quartier général du BIA (Bureau of Indian Affairs) à Washington. Il est surtout connu depuis l'occupation de Wounded Knee, dans le Dakota du Sud en 1973.

## Fondation en 1968
L'AIM fut cofondée par Dennis Banks, Herb Powless, Clyde Bellecourt, Eddie Benton Banai, et de nombreux autres militants en 1968. Russell Means en est aussi membre, et le chanteur John Trudell en fut le dirigeant de 1973 à 1981.
Durant les décennies qui suivirent sa formation, l'AIM manifesta pour la défense des intérêts amérindiens et inspira un certain renouveau culturel.

## Occupation du Bureau des affaires indiennes en 1972
En automne 1972 un grand nombre d'organisations amérindiennes organisa une marche sur Washington, the trail of broken treaties (la marche des traités non tenus), autorisée, l
L'administration promit de fournir logement et nourriture mais les logea dans une église délabrée et infestée de rats puis leur refusa de se recueillir sur le tombeau du héros de guerre Ira Hayes au cimetière militaire d'Arlington. A la suite de ces incidents, l'American Indian Movement décida d'occuper les bureaux du BIA pendant 8 jours, du 2 au 9 novembre 1972, pour des demandes formulées en 20 points.

## Occupation de Wounded Knee en février 1973
Le 27 février 1973, environ 200 Amérindiens extérieurs à la réserve occupent le comptoir d'échanges de Wounded Knee (Dakota du Sud) dans la Réserve indienne de Pine Ridge, lieu symbolique de la défaite de Big Foot et du massacre de 300 Sioux en 1890. Au cours de l'occupation ils prennent 11 otages.

## Evénements de 1975 à Pine Ridge
Un article du 1er mars 1975 du journal clandestin du Weather Underground, consacré à la répression de l'American Indian Movement, affirme que sept membres ou sympathisants de l'AIM, dont deux femmes et un enfant, ont été tués.
Au printemps 1975, des militants de l’AIM furent appelés en renfort sur la Réserve indienne de Pine Ridge par les anciens du peuple sioux Iakota pour les prémunir du harcèlement violent dont ils étaient l’objet de la part des policiers fédéraux. Le 25 juin 1975, Jack R. Coler et Ronald A. Williams, des agents spéciaux du FBI recherchant pour interrogatoire un jeune homme à la suite de l'attaque de deux ranchs, sont tués dans une fusillade. C'est la fusillade de 1975 à Pine Ridge.
Sur les affaires des agents tués, on trouve les empreintes de  Leonard Peltier, membre du mouvement, qui devient, le 22 décembre 1975, la 335e personne à être inscrite sur la liste des dix fugitifs les plus recherchés du FBI. Arrêté dans l'Alberta, au Canada, il est incarcéré et accusé du meurtre des deux agents du FBI, puis condamné à perpétuité lors d'un procès controversé.

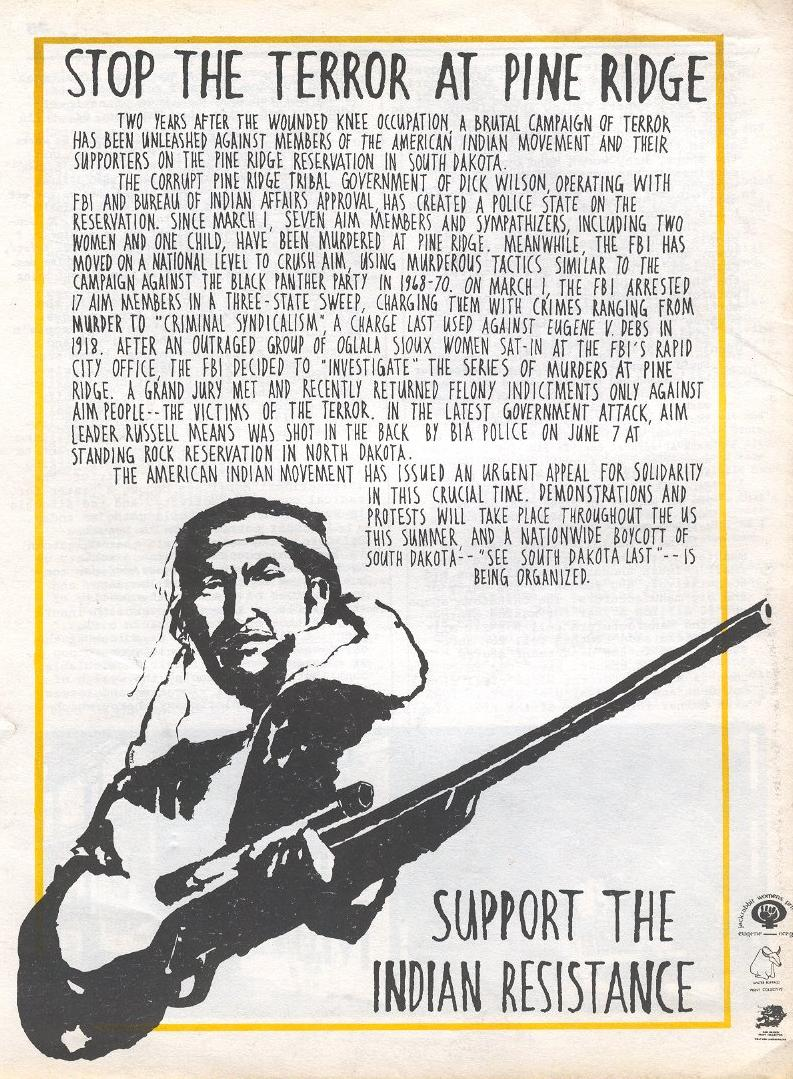
« Arrêtez la terreur à Pine Ridge ! » Article du no 2 d’Osawatomie (printemps 1975), journal clandestin du Weather Underground, consacré à la répression de l'American Indian Movement dans la réserve amérindienne. La même année, Leonard Peltier y fut arrêté et incarcéré, accusé du meurtre de deux agents du FBI. L'article, lui, affirme que depuis le 1 mars 1975, deux ans après la révolte de Wounded Knee, sept membres ou sympathisants de l'AIM, dont deux femmes et un enfant, ont été assassinés.

## Soutien à d'autres causes indigénistes
L'AIM apporta aussi son soutien à d'autres causes indigénistes en dehors du territoire des États-Unis. Au cours d'une tournée européenne en mai 1973, une délégation de l'AIM soutint sur place la campagne du Groupe d'action et de résistance à la militarisation contre le poste de commandement de la force de frappe nucléaire du mont Verdun et celle des paysans contre l'extension du camp militaire du Larzac,.

## Scission de 1993
En 1993, l'AIM s'est scindé en deux factions, chacune prétendant être l'héritière authentique de la tradition originale. Un groupe, basé à Minneapolis, au Minnesota, et associé au leadership par le Bellecourts, est connu comme l'AIM-Grand conseil d'administration (AIM-Grand Governing Council), ou AIM-GCC. 
L'AIM-Confédération internationale des chapitres autonomes (AIM-International Confederation of Autonomous Chapters) est de son côté dirigée par Russell Means et d'autres.
En 1993, le dernier groupe a publié sa « Déclaration Edgewood », citant les griefs de l'organisation et se plaignant d'une direction autoritaire par le Bellecourts, ou GGC, qui tend vers une plus forte centralisation. Les différences idéologiques ont été croissantes avec le GGC en prenant une orientation spirituelle.

## Dans la culture populaire

### Cinéma
- Le film "Cœur de tonnerre", sorti en 1992 rappelle par son scénario, parfois romancé, le drame de 1975, quand des militants de l’AIM avaient été appelés en renfort sur la Réserve indienne de Pine Ridge par les anciens du peuple sioux Iakota pour les prémunir du harcèlement violent dont ils étaient l’objet de la part des policiers fédéraux[5].